# Lazy/When a Blind Man Cries
Lazy/When a Blind Man Cries è un singolo dei Deep Purple pubblicato nel 1972 negli USA.

## Tracce
Lato A
1. Lazy – 2:40 (Ritchie Blackmore, Ian Gillan, Roger Glover, Jon Lord, Ian Paice)

Lato B
1. When a Blind Man Cries – 3:30 (Ritchie Blackmore, Ian Gillan, Roger Glover, Jon Lord, Ian Paice)